# Proverbes bantous
 (mars 2010).
Si vous disposez d'ouvrages ou d'articles de référence ou si vous connaissez des sites web de qualité traitant du thème abordé ici, merci de compléter l'article en donnant les références utiles à sa vérifiabilité et en les liant à la section « Notes et références ».
Les proverbes appartiennent au patrimoine linguistique d'un pays. Se pose alors la question de leur conservation (c'est-à-dire de leur mise par écrit) et avant tout de la collecte de ce savoir diffus, plus rural qu'urbain et surtout porté par les anciennes générations. Ce savoir tend à se perdre avec les mouvements d'urbanisation, de modernisation, de scolarisation des dernières décennies qui valorisent la culture écrite, rationalisée, standardisée et coupée de ses racines locales, rurales et traditionnelles.[non neutre]

## Liste de proverbes bantous
- Kuku anakulaka kadiri ya mudomo wake (Swahili) : La poule mange selon la grosseur de son bec. (Congo)
- Njia ya wongo iko mufupi (Swahili) : Le chemin du mensonge est court. (Congo)
- Assieds toi près d'une rivière, tu verras le cadavre de ton ennemi passer.
- Il est plus facile d'arracher un brin d'herbe dans le pot de fleur de son voisin qu'un baobab dans son propre jardin[1].
- Il y a trois choses qu'un homme ne doit pas ignorer s'il veut survivre assez longtemps en ce monde: ce qui est trop fort pour lui, ce qui est trop peu pour lui et ce qui lui convient parfaitement[1].
- Assieds-toi au pied d'un arbre et avec le temps tu verras l'Univers défiler devant toi. (Cameroun)
- Nzala mikolo ebele esilaka kaka na mokolo moko(Lingala):La famine de plusieurs jours ne se termine qu'en un seul jour.

## Faux proverbes bantous
L’écrivain Alexandre Vialatte a créé de faux proverbes bantous. Par exemple :
- Le marchand de sable ne fait pas fortune dans le désert.
- Il n'y a pas de bas morceaux dans le gros ethnologue